# シーボーム・ラウントリー
ベンジャミン・シーボーム・ラウントリー（Benjamin Seebohm Rowntree CH、1871年7月7日 – 1954年10月7日）は、イングランドの社会調査家、社会改革家、実業家。特に、1899年、1935年、1951年の三次にわたって行われたヨークにおける調査で知られている。
最初に行われたヨーク調査では、市内の貧困層の生活状態について、広範な調査が行われ、調査者が労働者階級の家庭をしらみつぶしに訪れる全数調査が取り組まれた。貧困は貧困者自身に責任がある、という伝統的な見解に対して、ラウントリーは、貧困は低い賃金の帰結であると主張した。
ラウントリーの調査は、20世紀前半の日本にもよく紹介されていたが、姓の表記には揺れがあり、1916年に発表され日本の思想界に多大な影響を与えた河上肇の評論「貧乏物語」では、「有名なるローンツリー氏の貧民調査」などと「ローンツリー」と表記され、1921年に最初の日本語訳書として『生活費の研究』が出版された際には「ラウンツリー」という表記が用いられた。

## 生涯
シーボーム・ラウントリーは、クエーカーで、食料雑貨商からココアやチョコレートの製造業者として成功した父ジョセフ・ラウントリーと、母エマ・アントワネット・シーボーム (Emma Antoinette Seebohm) の次男としてヨークに生まれた。幼い時には家庭内で教育を受け、10歳からブーサム校に学んだ。ラウントリーは、5学期にわたりマンチェスターのオーエンズ・カレッジ（Owen's College,：マンチェスター大学の前身）で学んだ後、1889年に家業（後のRowntree社）に入り、同社の最初の化学部門の基礎作りをした。1897年に事業が有限責任会社化された際には取締役となり、 1923年から1941年まで、会長を務めた。実業家としては、高能率を追求してその果実で高賃金を実現すべく努め、企業内福祉の充実にも取り組んだとされる。
ラウントリーは、1897年に技術者エドウィン・ポッター (Edwin Potter) の娘リディア・ポッター（Lydia Potter、1868/9年 – 1944年）と結婚し、4男1女をもうけた。妻に先立たれた後、ラウントリーは、ハイ・ウィカムにある、かつてディズレーリの屋敷であったヒューエンデン・マナーの一翼を住まいとし、そこで心臓発作のために死去した。

## 業績

### 第一次ヨーク調査（1899年）

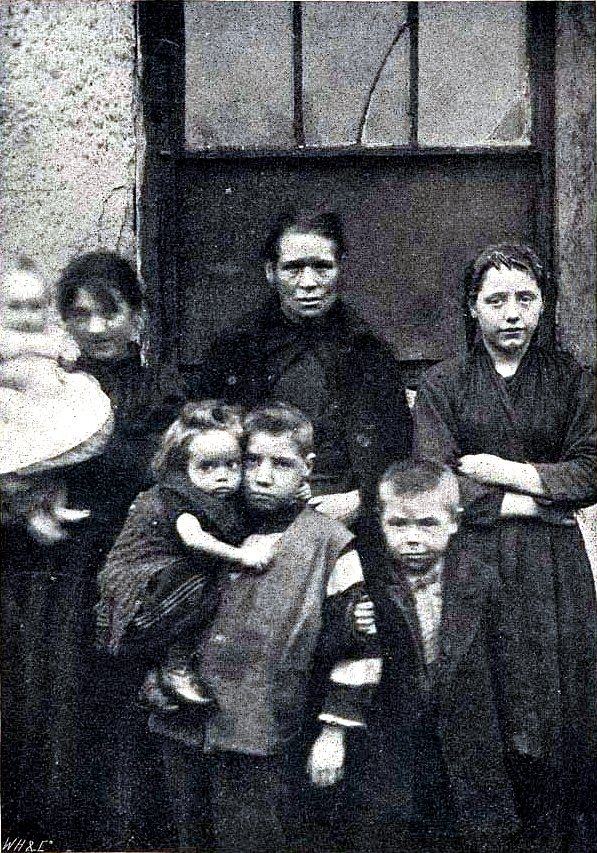
都市における貧困：ダブリンのスラム居住者たち。1901年ころ撮影。

ラウントリーが、ヨークの貧困を調査研究したのは、父であるジョセフ・ラウントリーの業績や、ロンドンで調査を行なったチャールス・ブースの業績に影響を受けてのことであった。ラウントリーは、ヨークの貧困層の生活状態について、全ての労働者階級の世帯を対象として訪問する、広範な全数調査を実施した。その結果、11,560世帯、46,754人の詳細な情報が集められた。この調査研究の結果から、1901年に出版されたのが 『Poverty, A Study of Town Life』であった。
その中でラウントリーは、ヨークの裕福な世帯についても調査をして、「健康的生活に要するものを確保できる...ために、それぞれの家族が毎週必要とする」最低限の金額を意味する「貧困線 (a poverty line)」を導き出した。この辛うじて生存を維持する水準は、光熱費、家賃、食料、衣服、世帯や個人の小物類の費用を賄う経費に相当し、世帯の規模によって調整された。ラウントリーは、科学的な手法を用いて、この水準を導き出したが、これは、それまでの貧困研究では用いられていないものであった。例えば、彼は当時の一流の栄養学者たち (nutritionists) に助言を求めて、人々が病気になったり、体重を減らしたりしないために必要となる、最低限のカロリー摂取量や、栄養バランスについても見出そうと試みた。次いで、ヨークにおける食料品の価格を調査し、地域で最も安い食料品の価格を基に、最低限の飲食物を買い求めるのに必要な金額を計算して、貧困線を定めた。
この手法を用いたところ、ヨークの総人口の 27.84% は、貧困線を下回る水準で生活していることが明らかになった。この結果は、チャールス・ブースによるロンドンの調査の結果と一致するものであり、悲惨な貧困はロンドン特有の現象でありイギリスの他の地域には及んでいない、とする、当時一般的であった認識に挑戦するものであった。
ラウントリーは、貧困線を下回っている貧困層を、その貧困の理由によってふたつのグループに分けた。一次貧困 (primary poverty) の状態にある世帯は、基本的な生存に必要な物資を賄うのに必要な支出に見合うだけの収入を得ていなかった。二次貧困 (secondary poverty) に分類された世帯は、基本的な生存に必要な物資を賄うことが可能な収入がありながら、金銭を、飲酒や賭博など別の方面で消費してしまい、生活に必要な物資を賄えなくなっていた。
調査結果の分析において、ラウントリーは、人生のある一定の段階にある人々、例えば、高齢者や子どもたちは、他の年齢層に比べ、貧困線より下の深刻な貧困に陥りやすいことを見出した。これを踏まえて彼は、「貧困の循環 (poverty cycle)」という考え方を定式化したが、これは絶対的貧困 (absolute poverty) に陥ったり、そこから抜け出したりという往還を、人生の途上で経験する人々もいるということを示すものであった。
ラウントリーの主張は、貧困は低すぎる賃金がもたらす帰結だとするものであり、伝統的に考えられていた、貧困は貧困者自身に責任があるという見解に異を唱えるものであった。

### 第二次ヨーク調査（1935年）
ラウントリーは、1936年に、ヨークにおける貧困について、さらに調査を行ない、この結果の報告に『Poverty and Progress』（貧困と進歩）という表題をつけた。この調査は、先に行われた最初の調査とほぼ同じ手法に基づいて実施され、ヨークの労働者階級の中に見出される絶対的貧困世帯が、前回調査から半減していたことが明らかにされた。しかし、ラウントリーは、この調査における貧困線の定義を前回のものとは変えており、それによって絶対的貧困の基準も変わっているので、直接の比較にはなっていない。この調査において、厳密に言えば生存に必要とまでは言えないものであっても、必要と認められる費用の例として、新聞、本、ラジオ、ビール、タバコ、休日の支出、贈答品が組み込まれた。彼が導き出した結果は、貧困の原因が数十年の間に大きく変わったということであった。1890年代には、一次貧困の大きな理由は低賃金であり、52% に達していたが、1930年代には失業が 44.53% を占め、低賃金はわずか 10% になっていた。
前回よりも認められる必要な物資の範囲を広げたにもかかわらず、貧困状態にある住民の比率は、1936年には 18%、さらに1950年には 1.5% と減少していった。貧困者の比率が低くなったことも踏まえ、ラウントリーは残された貧困者への支援に乗り出し、仕事を得たことで、さらに多くの人々が貧困を脱することができた。

### 第三次ヨーク調査（1951年）
ラウントリーは、ヨークにおける3回目の調査を行ない、1951年に『Poverty and the Welfare State』（貧困と福祉国家）という表題をつけた報告を、調査の助手であったG・R・レイヴァース (G. R. Lavers) 海軍中佐と共作した。以前の調査が全数調査であったのに対し、今回は標本調査の手法が用いられた。
1950年代には、すでに絶対的貧困は、高齢者の一部など局所的に残存してはいたものの、もはや大きな問題ではなくなっており、拡大されてきた様々な福祉の提供によって、残存する貧困もやがては根絶されるものと考えられていた。貧困の克服は、1950年代の「ゆたかな社会 (affluent society)」の到来による経済成長によって、また、政府の完全雇用政策や、福祉国家の成功によって達成された。福祉国家の運営は、富裕層から貧困層への富の再分配を実現し、労働者階級の生活水準を引き上げたと考えられた。

### その他の著作
デビッド・ロイド・ジョージがラウントリーに、イギリスの農村の生活状態についても調査するよう促したことをきっかけに、1913年には農家の生活状態を検討した『The Land』と『How the Labourer Lives』の2作が刊行された。そこでラウントリーは、経営規模の拡大が、農業の生産性を引き上げるものと考えられることを論じた。
ラウントリーは、1918年の『The Human Needs of Labour』で家族手当 (family allowances) と全国的な最低賃金について論じ、1921年の『The Human Factor in Business』では、事業主は独裁的な指導力を発揮するのではなく、彼自身が工場で実践していたように、より民主的な手法を取るべきであることを説いて、自社の工場評議会制度を紹介した。

## 影響

### 自由党による改革
ラウントリーは、自由党の支持者であり、自身の著作が自由党の政策に影響を与えることを期待していた。ラウントリーは、1907年に、当時通商大臣であったデビッド・ロイド・ジョージと会い、親しくなった。ラウントリーは、1912年に新設された土地調査委員会委員となり、第一次世界大戦中には軍需省福祉部長や、再建委員会委員を務めるなど、公職も歴任した。1926年から1935年にかけては、ロイド・ジョージの政策研究集団の一員となり、「とりわけ土地・住宅問題と失業問題について自由党の政策形成に大きな影響を与えた」と評されている。ラウントリーからの影響は、自由党政権下で議会を通過した福祉改革に見いだすことができる。1936年6月、ラウントリーは自由党評議会の一員に選出された。

### 労働党
『Poverty and Progress』は、第二次世界大戦後の労働党政権の政策に影響を与え、（ラウントリーの著書の表題と同じである）「Poverty and the Welfare State（貧困と福祉国家）」という語句は、1951年イギリス総選挙において労働党が掲げた「Ending Poverty（貧困の終わり）」と題されたマニフェストでも、ラウントリーが承知していないまま使用されていた。

## 実業家、慈善家
ラウントリーとラウントリーズ社は、労使関係、福祉、経営などの観点から、まったく新しい地平を切り開いていた。リンドール・アーウィックは、ラウントリーについて、「イギリスの経営者運動における最も偉大な先駆者 (the British management movement's greatest pioneer)」と著書『Golden Book of Management』の中で述べている。ラウントリーの信仰は、彼の事業実践に影響を与えており、彼は、低賃金を強いる企業の存在は「国家経済と人類 (nation's economy and humanity)」に有害だと信じていた。父ジョセフ・ラウントリーの代以来、数多くの従業員給付が導入され、賃金の引き上げ、八時間労働制、年金制度などが導入された。1904年には、従業員に無料で助言を与える産業医が雇用され、その後は事業所内に歯科医が常駐する歯科部門が設けられた。
1920年に初めてアメリカ合衆国を訪問して以降、ラウントリーはのべ16回も渡米して講演を行い、自らの経営思想の普及を図った。
ラウントリーは、1919年に産業福祉協会（Industrial Welfare Society：労働財団 (The Work Foundation) の前身）の創設に参加し、1940年から1947年にかけては会長を務めた。また、1920年にはオックスフォード会議（Oxford Conference：経営者協会連合 (Corfederation of Management Association) の前身）を創設した。1947年にイギリス経営者協会（British Institute of Management：経営者協会 (Chartered Management Institute, CMI) の前身）が設立されたとき、ラウントリーは、名誉創設会員 (Honorary Founder Member) のひとりとされ、また1952年には、イングランド人としては初めて、同協会の名誉フェロー (Honorary Fellow) となった。

## ラウントリーズ社のココア工場
ラウントリーは、訓練を受けた専門家に大いに信を置いており、そのココア工場に多数の専門家を雇用していた。その中には、オリヴァー・シェルドン、リンドール・アーウィック、クラレンス・ノースコット博士などが含まれていた。工場は、テイラー協会の企業会員となっており、その会長であったヘンリー・ウィラード・デニソンにも賞賛されていた。
1922年には、ラウントリーの監督の下で、産業心理学部門が設けられ、イギリスにおいて心理学的な採用試験を導入した先駆的な取り組みを行った。心理学者として雇用されたヴィクター・ムアリーズ (Victor Moorrees) は、志願者が上手にチョコレートを箱詰めできるかを見極めるために、形の異なる板を多数用いた新しいテスト (the form board selection test) を開発した。
また、ラウントリーは、全国産業心理学研究所 (National Institute of Industrial Psychology) にも深く関わり、1921年の創設時から役員を務め、1940年から1947年にかけては会長を務め、役員を退任したのは1949年であった。

## 1924年の来日
ラウントリーは、1924年秋に、妻リディアと秘書を伴って来日し、10月16日から11月14日まで滞在した。その主な目的は、森永製菓との業務提携を目指した商談であったが、これは結局のところ実現しなかった。この間に、森永太一郎や松崎半三郎ら森永関係者のほか、渋沢栄一、高久甚之助、上田辰之助、福田徳三、A・キャロライン・マクドナルドらと交わり、大阪毎日新聞や東京商科大学などで講演を行った。

## 著作
- Poverty, A Study of Town Life (1901)
  - 日本語訳：（長沼弘毅 訳）最低生活研究、高山書院、1943年（後に『貧乏研究』と改題して2回再刊されている）[30][31]
  - 日本語訳書の存在にもかかわらず、一般的には『貧困研究』[22]、『貧困 都市生活の研究』[32][33]などとして言及される。
- Land and Labour, Lessons from Belgium (1910)
- Unemployment, A Social Study by Rowntree and Bruno Lasker (1911)
- The Land (1913)
- How the Labourer Lives, A Study of the Rural Labour Problem by Rowntree and May Kendall (1913)
- How far it is possible to provide Satisfactory Houses for the Working Classes at rents which they can afford to pay, Warburton lecture, 1914
- The Human Needs of Labour (1918)
  - 日本語訳：（上原好咲 訳）ラウンツリー 生活費の研究、目黒書店（目黒分店）、1921年[2]
- The Human Factor in Business (1921)
- The responsibility of Women Workers for Dependants by Rowntree and Frank Stuart (1921)
- Industrial Unrest, A way Out (1922)
- Poverty and Progress  (1941)
- Poverty and the Welfare State by Rowntree and G. R. Lavers (1951)
- English Life and Leisure: A Social Study by Rowntree and G. R. Lavers (1951)